# 't Haantje (Drenthe)
Pour les articles homonymes, voir 't Haantje.
't Haantje est un village situé dans la commune néerlandaise de Coevorden, dans la province de Drenthe. Le 1er décembre 2007, le village comptait 269 habitants.